# Strage degli innocenti

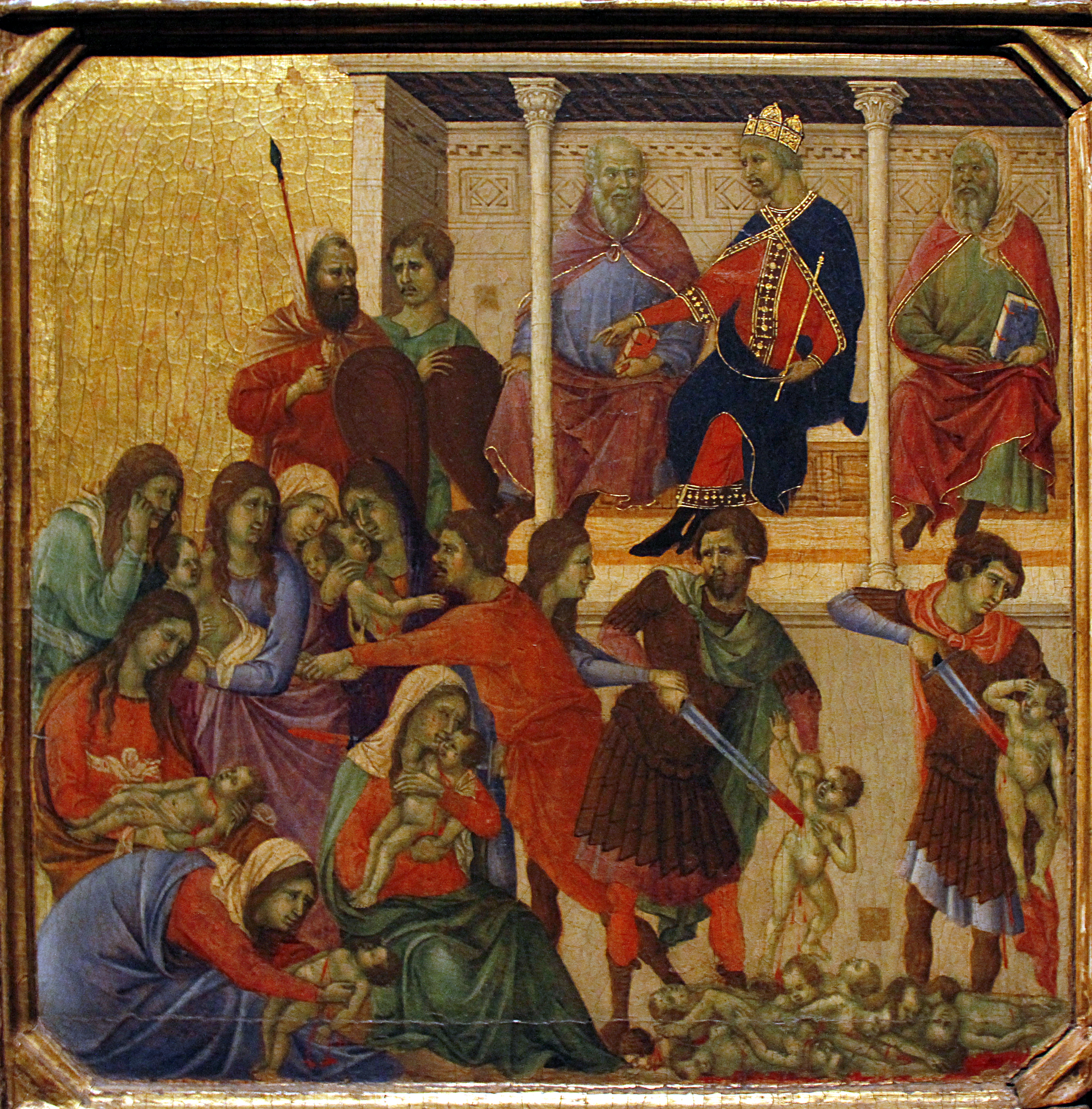
Duccio di Buoninsegna, La strage degli innocenti, predella del polittico Maestà del Duomo di Siena, tempera su tavola, 1308-1311 (Museo dell'Opera del Duomo)

La strage degli innocenti è un episodio raccontato nel Vangelo secondo Matteo (2,1-16), in cui Erode il Grande, re della Giudea, ordinò un massacro di bambini allo scopo di uccidere il neonato "re dei giudei", della cui nascita era stato informato dai Magi giunti a Gerusalemme da oriente per aver visto sorgere la sua stella e chiedere notizie sul luogo in cui era avvenuta. A Erode, interrogati sacerdoti e scribi sul luogo in cui sarebbe dovuto nascere il Messia, fu detto che nelle Scritture ne veniva preannunciata la provenienza da Betlemme di Giudea, luogo di nascita sia di Davide che di Gesù. Egli chiese pertanto ai Magi di recarvisi, di informarsi sul bambino e di portargli sue accurate notizie, ma essi - trovatolo e adoratolo - furono poi avvertiti in sogno di non avvisare Erode e tornarono per un'altra strada. Quando il re lo venne a sapere si infuriò e mandò a uccidere tutti i bambini di Betlemme e del suo territorio dai due anni in giù. Secondo la narrazione evangelica, Gesù scampò alla strage in quanto un angelo avvisò in sogno Giuseppe, ordinandogli di fuggire in Egitto; solo dopo la morte di Erode Giuseppe tornò indietro, stabilendosi in Galilea, a Nazareth.
La maggior parte degli studiosi moderni nega la storicità dell'episodio, presente solo nel racconto di Matteo e non trovandosi menzionato nelle opere di Giuseppe Flavio, fonte principale della storia giudaica del I secolo. Una parte minoritaria degli studiosi ne accredita invece la storicità, presumendolo sulla base di un accostamento col carattere e la modalità di governare che ebbe Erode, la cui biografia ne traccia un ritratto di un uomo assetato di potere che non esitò, per assicurarselo e mantenerlo, a compiere vari misfatti e assassinii tra i quali quelli di vari parenti e di alcune centinaia di oppositori.
Secondo Macrobio, Augusto, ricevuta la notizia della morte dei figli di Erode, Alessandro e Aristobulo, da lui ben conosciuti, ebbe a dire: «È meglio essere il maiale di Erode piuttosto che uno dei suoi figli»; infatti Erode, essendo giudaizzato, non mangiava carne di maiale, anche se non esitò ad uccidere i suoi stessi figli.
Nella tradizione occidentale e cristiana il racconto è divenuto un topos culturale che ha dato luogo nei secoli a moltissime rappresentazioni artistiche: i bambini innocenti che muoiono violentemente, uccisi dalla sete di potere, vittime inconsapevoli di un odio spietato contro chi può ostacolare i piani di potenza e di dominio.
Nel XII secolo, a Parigi, il nome degli Innocenti fu dato ad una chiesa e al cimitero adiacente ad essa, entrambi poi rasi al suolo verso la fine del XVIII secolo.

## Culto
La Chiesa cattolica venera i bambini uccisi nella strage come martiri, con il nome di "Santi Innocenti"., fissandone la memoria liturgica al 28 dicembre.
Martirologio Romano:
La Solennità del Die sanctorum Ignoscentum  risale a prima dell'età agostiniana. In tale occasione era d'obbligo il colore nero dei paramenti liturgici. Esistono luoghi di culto cattolici consacrati ai Santi Innocenti Martiri e, in onore loro e dei martiri innocenti dei secoli successivi, si celebrano Messe di suffragio.

## Episodio evangelico

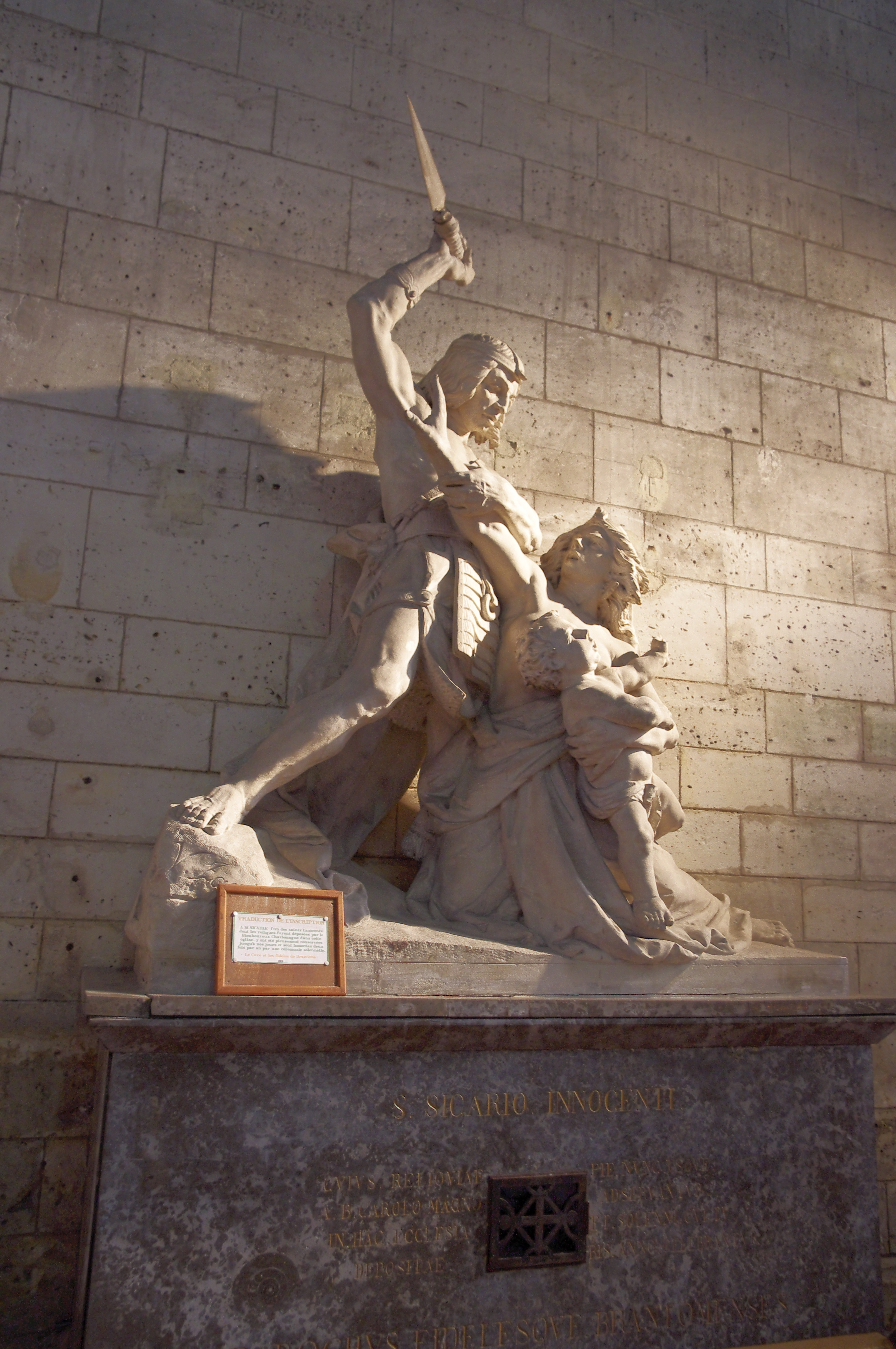
Uccisione di San Sicario, scultura dell'inizio del XX secolo nell'Abbazia di Saint-Pierre de Brantôme. La tradizione attribuisce il nome di Sicario a una delle vittime della strage

L'episodio è narrato nel Vangelo secondo Matteo, 2,1-16, senza paralleli negli altri vangeli canonici. Il racconto comincia dopo la nascita di Gesù, al tempo di Erode il Grande (73-4 a.C.). Alcuni magi giunsero a Gerusalemme chiedendo dove si trovasse il re dei Giudei, appena nato. Erode si turbò alla notizia e chiese ai sommi sacerdoti e agli scribi del popolo il luogo dove sarebbe dovuto nascere il messia e, avuta risposta che le profezie indicavano Betlemme, disse ai magi, convocati in segreto, di recarsi nella cittadina giudea e di tornare a riferirgli, affinché potesse adorarlo anche lui. Avvertiti in sogno da un angelo i magi decisero di non tornare a Gerusalemme. Avvertito a sua volta da un angelo dopo la partenza dei magi, Giuseppe portò la sua famiglia in Egitto (fuga in Egitto); Erode, sentendo minacciato il proprio trono, ordinò l'uccisione di tutti i neonati maschi dai due anni in giù del territorio di Betlemme. L'episodio termina ricordando come la strage degli innocenti avesse verificato una profezia biblica, narrata nel Libro di Geremia.

## Storicità del racconto
La storicità dell'evento è fortemente dibattuta tra storici, teologi e biblisti, in quanto nessuna fonte, evangelica o non evangelica, riporta questo evento al di fuori del Vangelo di Matteo. Il Vangelo di Luca, pur raccontando l'infanzia di Gesù, afferma che Maria e Giuseppe fecero pacificamente ritorno a Nazareth dopo la presentazione del loro figlio al tempio di Gerusalemme. In alcuni vangeli apocrifi del II e VII secolo d.C. (il Vangelo dell'infanzia di Tommaso, il Protovangelo di Giacomo ed il Vangelo dello pseudo-Matteo) vi è una più esplicita menzione del momento in cui i magi fossero arrivati quando Gesù aveva già due anni, quindi dopo la presentazione di Gesù al tempio, coerentemente del resto con l'indicazione temporale già presente in Matteo: "Allora Erode, vedendosi beffato dai magi, si adirò gravemente e mandò a uccidere tutti i maschi che erano in Betlemme e in tutto il suo territorio dall'età di due anni in giù, secondo il tempo del quale si era esattamente informato dai magi" (2,16). Ciò sanerebbe la contraddizione con il testo di Luca.
La storicità dell'episodio è messa in dubbio, in particolare, dalla mancanza di cenni alla strage nelle opere di Flavio Giuseppe, lo storiografo ebraico fortemente ostile ad Erode e principale fonte non evangelica sul periodo. È tuttavia possibile che tale mancata citazione possa significare anche una scarsa considerazione dell'evento in sé, considerando i tempi estremamente duri e la probabile esiguità  nel numero delle vittime, considerando che Betlemme era poco più di un piccolo borgo.

### Argomenti a favore della storicità dell'episodio
Il biblista ed archeologo cattolico Giuseppe Ricciotti afferma nel suo libro Vita di Gesù Cristo che il numero dei bambini nati a Betlemme in quel periodo, essendo circa 1000 gli abitanti adulti della piccola Betlemme, poteva aggirarsi intorno ai 60 individui (da due anni in giù), considerando un tasso di natalità simile a quello dei primi del Novecento; circa 30 nati l'anno. Volendo però Erode uccidere solo i bambini maschi il numero degli uccisi è dunque, approssimativamente, di circa 30 neonati e, considerando che la mortalità infantile nel Vicino Oriente era molto alta, il numero si restringe a circa 20. L'episodio, quindi, non avrebbe avuto rilevanza tale da interessare gli storici del tempo, sia per il numero limitato sia per l'appartenenza delle vittime alla popolazione rurale. Se poi la notizia fosse giunta a Roma, non avrebbe rappresentato motivo di reazione politica da parte dell'imperatore, che non esitava anche lui a soffocare nel sangue possibili rivolte. Svetonio, in un passo in cui utilizza il racconto di Giulio Marato, scrive che pochi mesi prima della nascita di Augusto, avvenne a Roma un prodigio che fu interpretato come presagio di imminente nascita di un re per il Popolo Romano; i senatori, spaventati, ordinarono di esporre tutti i neonati che nacquero in quell'anno, comunque il decreto non venne depositato e la strage non fu eseguita. Si può comprendere quindi quanta scarsa rilevanza ebbe, secondo Ricciotti, la strage di Betlemme nella capitale dell'impero, considerando l'esiguità dei numeri e i tempi abbastanza crudeli e violenti.
Sempre secondo Ricciotti, il silenzio di Flavio Giuseppe è "spiegabilissimo: anche se il biografo (Giuseppe Flavio) ha trovato nei suoi documenti qualche notizia della strage di Bethlehem (cosa tutt'altro che certa), poteva egli forse intrattenersi presso un mucchio di oscure vittime, figli di poveri pastori, quando vedeva tutta la lunga vita del suo biografato disseminata di mucchi molto più alti e formati da vittime molto più illustri? In realtà Matteo e Flavio Giuseppe, se dal punto di vista psicologico concordano mirabilmente, nel campo aneddotico si integrano a vicenda [...] La bestialissima strage [...] è di un valore storico incontestabile accordandosi perfettamente col carattere morale di Erode» (G. Ricciotti, Vita di Gesù, par. 10;257).
Secondo gli esegeti della Bibbia TOB, «il racconto appare del tutto conforme al modo di agire di Erode» (Bibbia TOB, nota a Mt1, 16).
Il papa emerito Joseph Ratzinger (Benedetto XVI) scrive nel suo libro L'infanzia di Gesù che "la strage degli innocenti non ha nulla di impossibile, vista la storica brutalità di Erode". Opinioni simili sono espresse dal teologo e biblista tedesco Klaus Berger.
Anche lo storico Paul L. Maier, citato da Ray Summers nel suo libro Chronos, Kairos, Christos, sostiene la storicità dell'episodio, in quanto esso rientrerebbe perfettamente nel contesto del regno di terrore degli ultimi anni di Erode, sottolineando inoltre come il numero di bambini uccisi a Betlemme (non più di una dozzina) fosse troppo insignificante per essere riportato nelle fonti usate da Flavio Giuseppe. Maier sottolinea come il silenzio di Flavio Giuseppe non sia un argomento sufficientemente forte per negare la storicità dell'episodio.
Lo storico delle religioni Everett Ferguson ritiene che il massacro potrebbe essere storico, vista la brutalità degli ultimi anni del regno di Erode; inoltre, visto il basso numero di morti (non più di una dozzina), è probabile che Flavio Giuseppe non fosse neppure a conoscenza degli avvenimenti, avendo scritto le Antichità Giudaiche più di 90 anni dopo i fatti narrati.
Il biblista anglicano Richard T. France, pur riconoscendo che diversi storici riconoscono l'episodio come leggendario e notando la somiglianza con la storia di Mosè, afferma che "è chiaro che il modello delle Scritture ha influenzato l'evangelista Matteo nel riportare l'episodio, ma ciò non significa che esso lo avrebbe portato ad inventare un episodio privo di qualsiasi fondamento storico." 

### Argomenti contro la storicità dell'episodio
Il teologo e sacerdote cattolico Raymond Brown sostiene che "il racconto di Matteo contiene un numero di eventi pubblici straordinari o miracolosi che, se fossero stati reali, avrebbero dovuto lasciare tracce negli archivi ebraici o altrove nel NT (il re e tutta Gerusalemme sconvolti dalla nascita del Messia a Betlemme, una stella che si muoveva da Gerusalemme verso sud a Betlemme e viene a sostare su una casa, il massacro di tutti i bambini maschi a Betlemme)".
Brown, ritiene che la narrazione della nascita di Gesù sia stata modellata su quella di Mosè, a sua volta derivata da precedenti tradizioni di altri popoli. Lo studioso - in merito alla narrazione biblica sulla nascita di Mosè, utilizzata da Matteo per la Natività di Gesù - evidenzia una serie di parallelismi: Erode cerca di uccidere Gesù e questo viene fatto fuggire in un altro paese, il faraone cerca di uccidere Mosè e questo fugge in un altro paese; Erode ordina la strage degli innocenti (bambini maschi), il faraone quella dei primogeniti ebrei maschi; Erode e il faraone muoiono entrambi mentre Gesù e Mosè sono in esilio; un angelo del Signore avvisa la famiglia di Gesù che può tornare alla sua terra e così fa il Signore con Mosè (in entrambi i casi Brown sottolinea l'uso della medesima espressione per giustificare il rientro in Israele (oppure in Egitto): "«perché sono morti coloro che insidiavano la vita del bambino (oppure: "la tua vita")»"); Giuseppe prende moglie e figlio e ritorna in Israele, Mosè prende moglie e figlio e ritorna in Egitto. Brown sottolinea che anche altre fonti sulla vita di Mosè - come Flavio Giuseppe e vari midrash ebraici - "accentuano i già noti paralleli biblici tra le infanzie di Mosè e Gesù". Alle stesse conclusioni giunge lo storico John Dominic Crossan, ex sacerdote cattolico e tra i cofondatori del Jesus Seminar, che sottolinea come, rispetto al resoconto lucano, Matteo "invece di immaginare coppie sterili e concepimenti miracolosi, si concentra sull'infanzia di Mosè", creando i relativi parallelismi. Anche un altro autorevole teologo cristiano, Rudolf Bultmann, ritiene vi siano delle tradizioni più antiche e comuni dietro le narrazioni della strage degli innocenti comandata da Erode dopo la nascita di Gesù e quella della strage dei primogeniti ebrei nella storia di Mosè.
Sempre Brown ritiene, comunque, inverosimile che lo storico Giuseppe Flavio possa non aver citato uno degli "eventi pubblici straordinari o miracolosi che, se fossero stati reali, avrebbero dovuto lasciare tracce negli archivi ebraici o altrove nel NT" e precisa che "per quanto riguarda il massacro di Betlemme, Giuseppe Flavio, lo storico ebreo, documenta completamente gli ultimi anni del regno di Erode il Grande, concentrandosi sulle sue azioni più brutali; eppure non menziona mai un massacro di bambini a Betlemme [...] Gli ultimi anni di Erode furono tragici; ma Giuseppe Flavio li ha fatti sembrare ancor più ripugnanti. [...] Giuseppe avrebbe dovuto sentirne parlare, e se ne fosse venuto a conoscenza, l'avrebbe menzionato, ben adattandosi ai suoi scopi", anche perché "dal momento che Giuseppe stava scrivendo per l'imperatore Tito la cui amante ebrea, Berenice, era discendente dagli Asmonei, i nemici sacerdotali di Erode, era nell'interesse di Giuseppe mettere in cattiva luce Erode".
Brown sottolinea, inoltre, come il racconto della Natività in Matteo abbia una generale "inconciliabilità con Luca [e] anche l'armonizzatore più determinato dovrebbe essere dissuaso dall'impossibilità di riconciliare un viaggio della famiglia da Betlemme all'Egitto con il racconto di Luca di portare il bambino a Gerusalemme quando aveva quaranta giorni e poi di andare da Gerusalemme a Nazareth dove risiedevano" e lo stesso teologo nota ancora come "gli sforzi per armonizzare le narrazioni in una storia unica sono del tutto irrealizzabili" e che "questo ci porta all'osservazione che le due narrazioni non sono solo diverse, sono contrarie l'una all'altra in una serie di dettagli [...] Luca ci dice che la famiglia tornò pacificamente a Nazareth dopo la nascita a Betlemme (2:22,39); questo è inconciliabile con l'implicazione di Matteo (2:16) che il bambino aveva quasi due anni quando la famiglia fuggì da Betlemme in Egitto ed era ancora più vecchio quando la famiglia tornò dall'Egitto e si trasferì a Nazareth". 
Secondo molti studiosi, infatti, le contraddizioni tra i due resoconti evangelici della Natività rendono storicamente inconciliabile la fuga in Egitto e la concomitante strage degli innocenti, descritte da Matteo, con quanto riportato da Luca. Secondo, infatti, il Vangelo di Matteo, appena dopo la visita dei magi, Giuseppe fu avvisato in sogno da un angelo e fuggì subito in Egitto con la Sacra Famiglia e da qui - dopo la strage degli innocenti e la morte di Erode il Grande nel 4 a.C. - andò poi a Nazaret, avendo paura di fermarsi in Giudea per l'ascesa al trono del figlio di Erode; secondo, invece, il Vangelo di Luca, poco oltre un mese dalla nascita - fatti la circoncisione e i riti della purificazione in Gerusalemme - la Sacra Famiglia ritornò subito a Nazaret, dove abitava in precedenza: "Quando ebbero tutto compiuto secondo la legge del Signore, fecero ritorno in Galilea, alla loro città di Nazaret.". 
Oltre a questa incongruenza, molti storici ravvisano anche una discordanza di oltre un decennio in merito all'anno di svolgimento dei due resoconti, il che renderebbe temporalmente inconciliabile la presenza di Erode - e conseguentemente gli eventi a lui legati, come appunto la strage degli innocenti - con l'episodio della Natività; il Vangelo di Matteo sostiene, infatti, che Gesù nacque prima della morte di Erode il Grande, avvenuta nel 4 a.C., mentre il Vangelo di Luca sostiene che Gesù nacque nell'anno del censimento di Quirinio, cioè nel 6 d.C. Gli studiosi della École biblique et archéologique française (i curatori della cattolica Bibbia di Gerusalemme), ad esempio, considerano questi due resoconti inconciliabili e fanno rilevare come anche negli Atti degli Apostoli (At5,37) si sottolinei la concomitanza di tale censimento con la prima insurrezione di Giuda il Galileo, provocata proprio da questo evento nel 6 d.C. Per superare questi problemi di compatibilità dei due vangeli sono state proposte diverse soluzioni (rientro a Nazaret dopo la presentazione al Tempio e successiva partenza da lì per la fuga in Egitto, ipotesi di un precedente censimento in Siria e Palestina nel 6 a.C.,ecc.) ma le difficoltà rimangono, tanto che l’esegeta cattolico Raymond Brown ha affermato che qualsiasi tentativo di armonizzare le narrazioni dei vangeli di Matteo e Luca per farne una storia coerente sulla nascita di Gesù "è destinato al fallimento".
Il teologo cattolico Raymond Brown nota infine, oltre a quelle sopra esposte, altre incongruenze nella narrazione matteana e si domanda come sia possibile che "in Mt2:16 Erode massacra tutti i bambini di due anni o meno di età a Betlemme e nelle regioni circostanti. Perché una simile vaghezza sul tempo e sul luogo, quando in 2:5-7 Erode stesso aveva ricevuto informazioni precise?" e infatti "in Mt2:7 si suppone che Erode abbia potuto sapere dai magi l'ora esatta in cui la stella apparve, ma perché allora il massacro dovette coprire un arco temporale così ampio come «due anni o meno di età»?"; inoltre, nel racconto "molte caratteristiche sono sconcertanti. Se Erode e tutta Gerusalemme sapevano della nascita del Messia a Betlemme (Mt2:3), e infatti Erode massacrò i figli di un'intera città nel corso della ricerca di Gesù (2:16), perché più tardi nel suo ministero nessuno sembra conoscere le meravigliose origini di Gesù (13:54-55), e il figlio di Erode non ricorda nulla di lui (14:1-2)?".

È anche inverosimile che, pur sapendo che Gesù era il messia inviato dallo stesso Dio e "nonostante la conoscenza delle Scritture in cui è stato istruito nella tradizione ebraica, Erode cerca lo stesso di uccidere il neonato re". Infine, lo studioso osserva che "l'incapacità di Erode di trovare il bambino a Betlemme sarebbe perfettamente comprensibile in una storia in cui non c'erano magi venuti dall'Oriente e dove aveva solo una conoscenza generale delle Scritture su Betlemme a guidarlo. Diventa ridicolo quando la strada verso la casa è stata segnalata da una stella che si è fermata su di essa, e quando il percorso verso la porta della casa in un piccolo villaggio è stato evidenziato dalla presenza di stranieri esotici [i magi]".

Lo stesso teologo fa ancora notare che "la teodicea (Dio che salva Gesù, ma non i bambini innocenti) non è un problema che sembra preoccupare Matteo; piuttosto si preoccupa della vittoria di Gesù su Erode, che non può essere un vero re se uccide i figli di Israele. Il parallelo tra l'omicidio dei figli di Betlemme da parte di Erode e l'uccisione dei bambini ebrei da parte del faraone (con il personaggio principale [Mosè] che scappa in ogni caso) è facilmente riconoscibile".
Per Robert Eisenman, autore di Giacomo il fratello di Gesù, ad esempio, il racconto di Matteo è «un'assurdità, il cui unico scopo è creare un parallelismo con la nascita di Mosè e mettere in luce la crudeltà di Erode».
Per lo studioso cattolico Ortensio da Spinetoli l'episodio, considerando il carattere sanguinario di Erode, non è impossibile, però è sorprendente che un re spregiudicato e astuto come lui si sia fatto impaurire da un bambino ancora in fasce. Anche se nel suo ambiente la parola "messia" poteva assumere un significato magico, il gesto del re appare assurdo. Non si tratta tuttavia di un elemento centrale della fede e anche se l'episodio non fosse realmente accaduto nulla cambierebbe per il credente.

## La strage nell'arte
Un excursus tra le innumerevoli opere che, dall'arte alto medievale al barocco, hanno come soggetto la strage degli innocenti impone una drastica selezione, con quel tanto di arbitrio che essa comporta.

### Il Medioevo

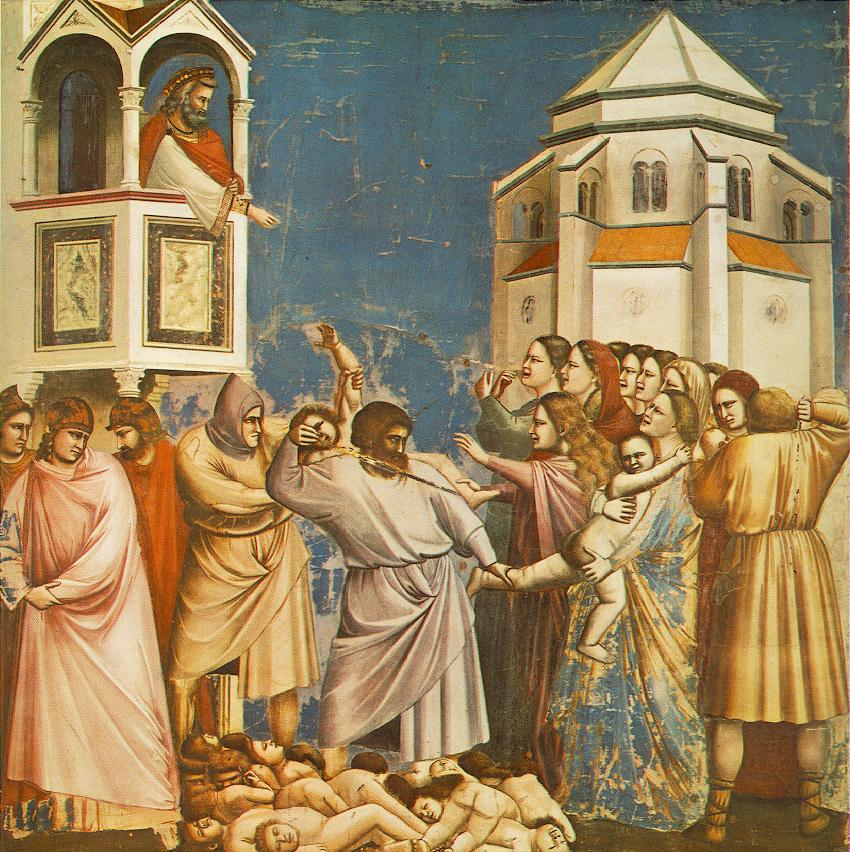
Giotto, Strage degli innocenti, 1304-1306 circa, affresco, Padova, Cappella degli Scrovegni

Nel IV secolo il poeta latino Prudenzio, impegnato a "cristianizzare" la poetica classica mettendola al servizio dell'opera didattica di evangelizzazione, descrive nell'Hymnus Epiphaniae, la Strage degli Innocenti in toni fortemente drammatici:
(Cathemerinon Liber of Prudentius, XII. Hymnus Epiphaniae, 99-100, Il testo in latino è reperibile al sito )
Nella descrizione che segue i versi si fanno truculenti, parlano dei corpicini orrendamente mutilati, mentre i piccoli sventurati vengono chiamati flores martyrum e prima Christi victima.
I versi di Prudenzio sono stati sicuramente un'importante fonte di ispirazione per i tanti artisti che hanno lavorato, in ogni genere espressivo, per rappresentare la scena del massacro.
Tra le miniature alto medievali che riportano la rappresentazione della Strage va menzionato almeno il Codex Egberti, risalente al X secolo, esempio prezioso di arte ottoniana. La scena in esso raffigurata da un ignoto maestro nordico richiama prepotentemente l'attenzione sulla moltitudine della vittime che si accatastano al suolo e sulla inconciliabilità tra le spietate ragioni del potere da un lato, impersonato da Erode a dai suoi accoliti, e le ragioni dell'amore materno, che si esprimono nei gesti disperati del cordoglio funebre.
Lo stesso contrasto tra la ferocia del potere politico e la tenerezza degli affetti delle madri dà forma alla scena raffigurata nell'affresco di Giotto presso la Cappella degli Scrovegni a Padova. In alto, su una tribuna, Erode ordina il massacro che i suoi sicari intabarrati eseguono con freddo scrupolo; a fronte di essi, una moltitudine di madri dolenti invoca pietà, ma sembra anche volere coraggiosamente opporre i propri corpi all'eccidio, formando una scena nella quale risalta quella che oggi chiameremmo "contrapposizione di genere". L'affresco, nella studiata disposizione degli episodi del racconto evangelico che coprono le pareti della cappella, è posto di fronte alla scena della Crocifissione di Gesù: l'infante che, con il sacrificio dei piccoli martiri, si era salvato dal massacro e che muore ora, innocente e martirizzato, per la salvezza dell'umanità.
Sono ancora le madri le protagoniste della scena che Duccio di Buoninsegna consegna alla tavola del Museo dell'Opera del Duomo in Siena: esse stanno ammassate in disparte, affrante dal dolore, e stringono al petto i corpicini martoriati, come tante icone della Madonna col Bambino.
Nel campo della scultura vanno almeno citate, per la loro drammatica essenzialità, la rappresentazione della Strage di Giovanni Pisano, in uno dei pannelli in marmo che formano il pulpito della chiesa di Sant'Andrea di Pistoia, e quella di Lorenzo Maitani, posta tra i bassorilievi del terzo pilastro del Duomo di Orvieto.

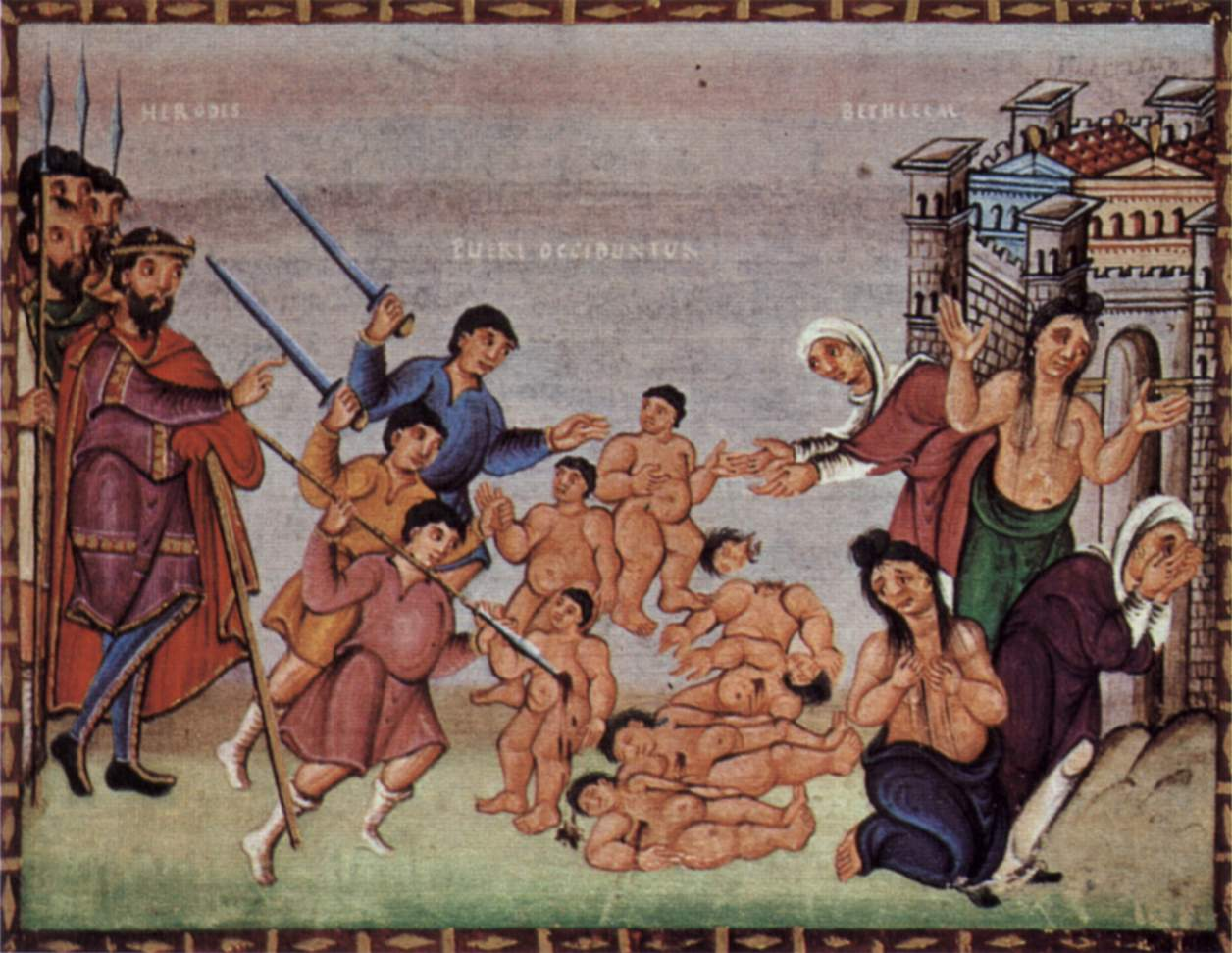
Maestro del Codex Egberti, X secolo, miniatura su carta, 10,3 x 13,3 cm, Treviri (Germania), Stadtbibliothek
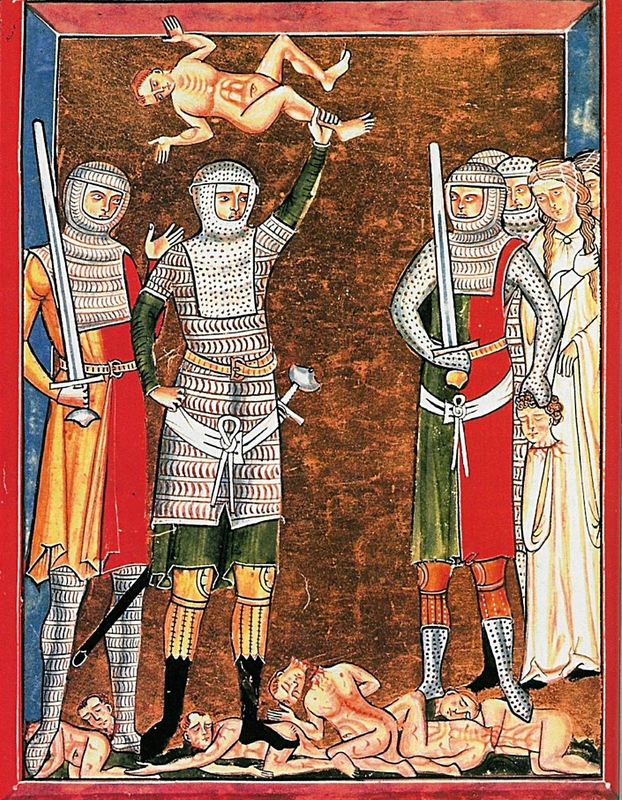
Manoscritto tedesco, 1240 circa, British Library, Londra
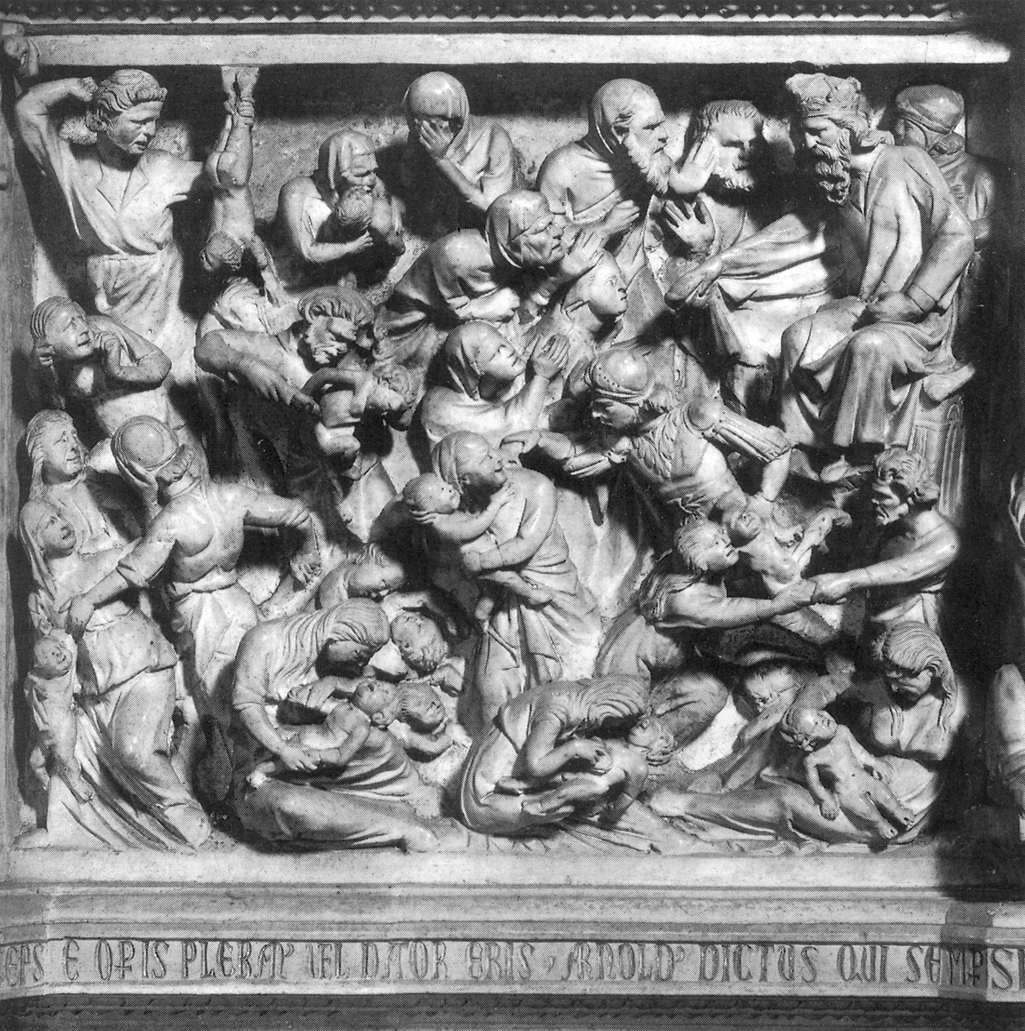
Giovanni Pisano, marmo, 1301, particolare del pulpito di Sant'Andrea, Pistoia
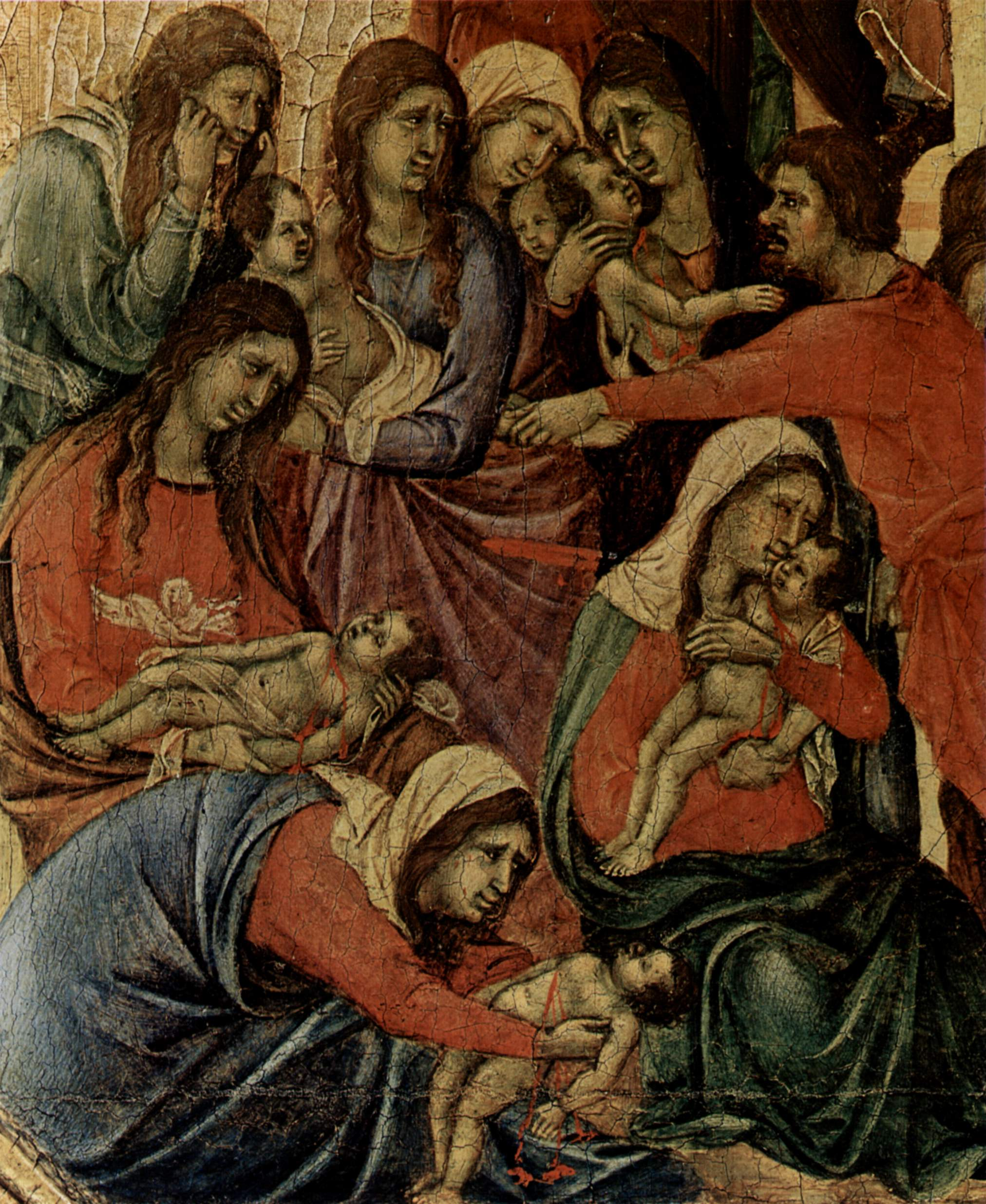
Duccio da Buoninsegna, 1308-11, partic. delle madri, tempera su tavola, Siena, Museo dell'Opera del Duomo
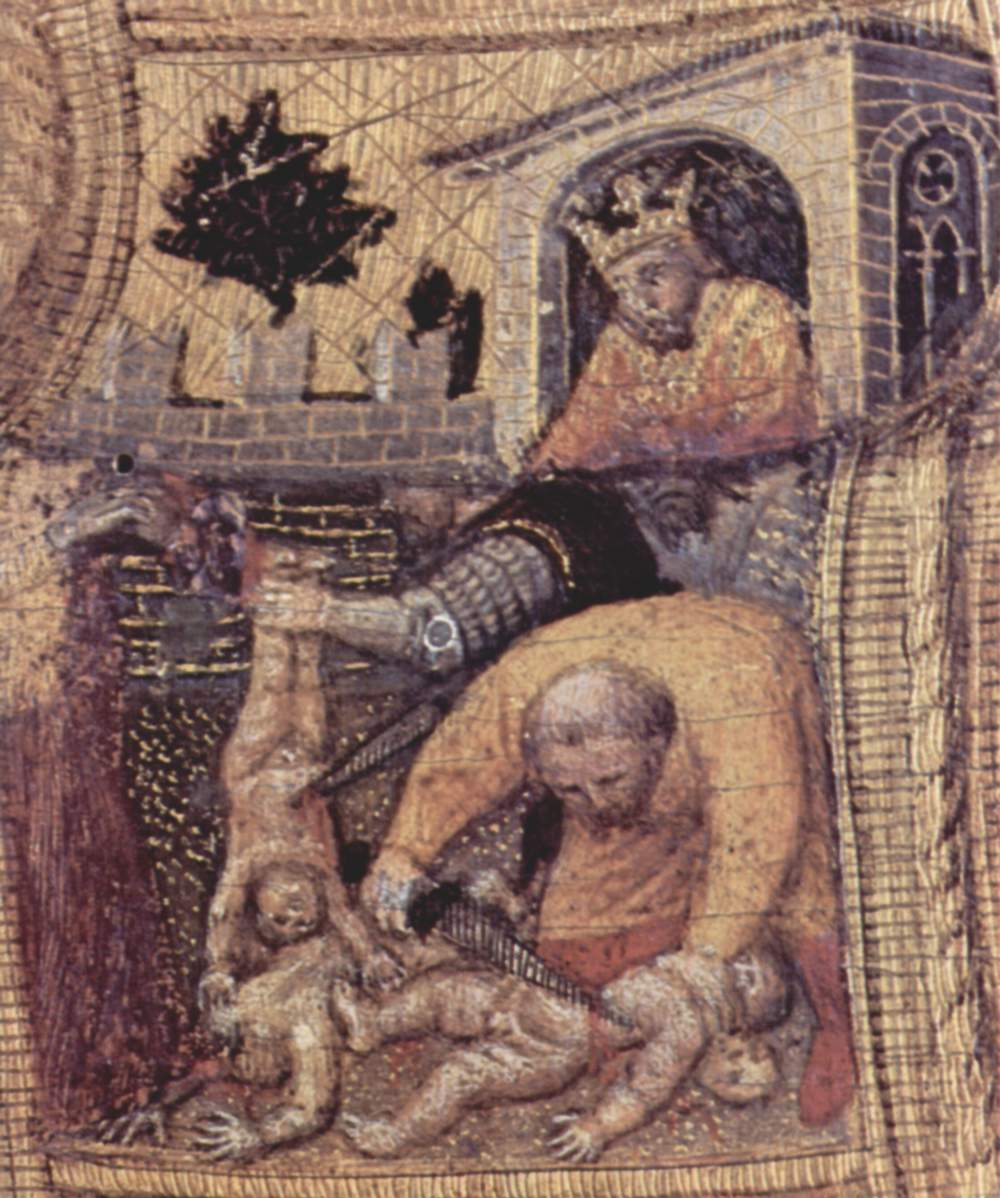
Gentile da Fabriano, 1425, particolare del polittico Quaratesi Chiesa di San Niccolò Oltrarno (smembrato in vari musei), Firenze

### Il Rinascimento

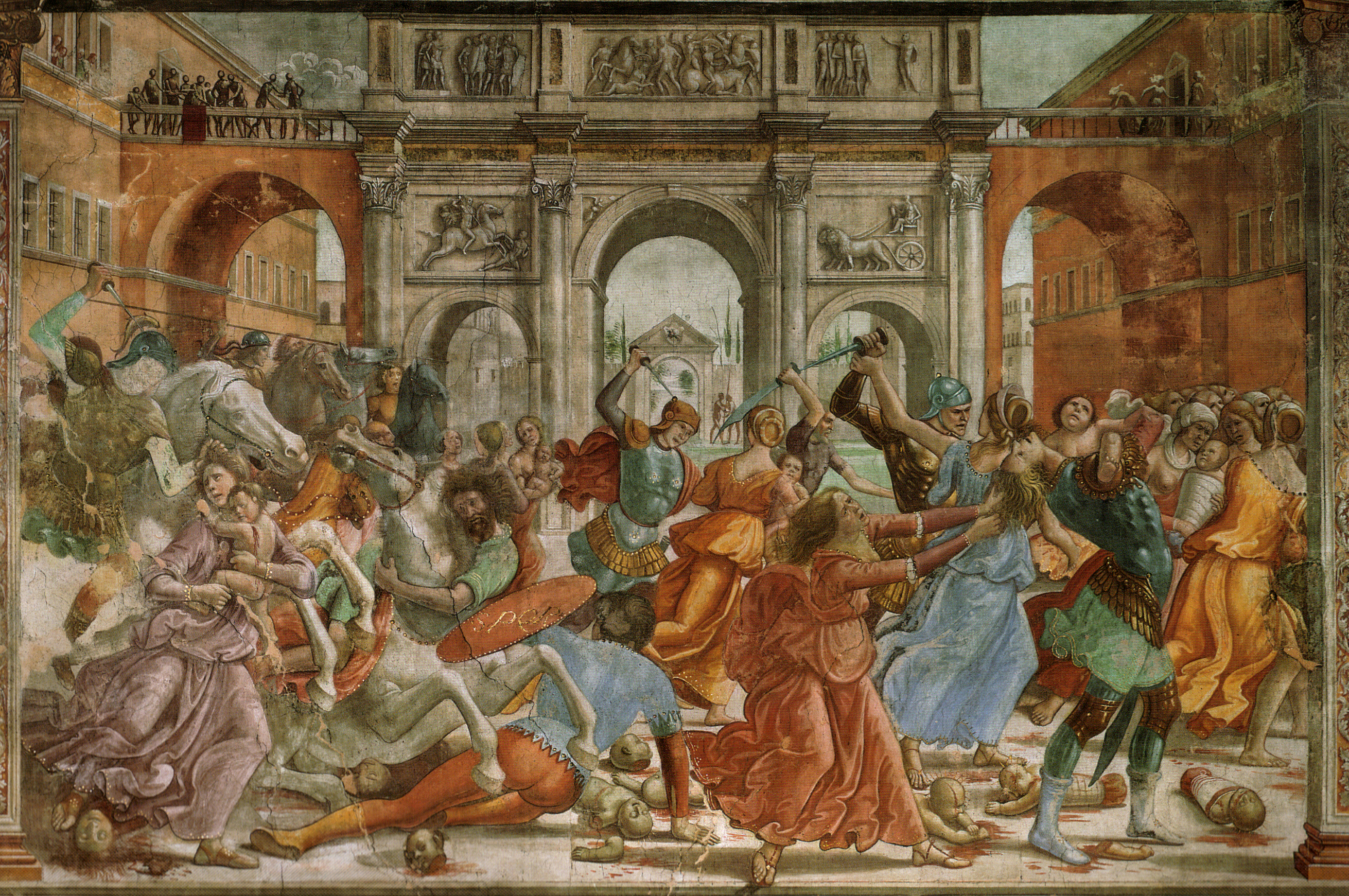
Domenico Ghirlandaio, affresco, 1486-90, Santa Maria Novella, Firenze

L'impressione suscitata dai massacri che hanno luogo nel dramma degli eventi bellici, e che vede scorrere il sangue di bambini, trova eco nelle rappresentazioni della Strage.
La pittura rinascimentale sviluppa ulteriormente la "attualizzazione" dell'evento e del messaggio che ne deriva.
Domenico Ghirlandaio, sulle pareti di Santa Maria Novella in Firenze, affresca la scena della Strage ambientandola emblematicamente di fronte all'arco di trionfo di un imperatore romano, quasi a voler ricordare "di che lacrime grondi e di che sangue" la gloria dei potenti. La scena del massacro è convulsa; le madri sono intente a fuggire di fronte alla carica dei soldati a cavallo, cercando di porre in salvo i loro bimbi. Una di esse, in primo piano, vestita di rosso, reagisce rabbiosa al sopruso abbrancandosi ai capelli di un soldato romano che le ha strappato la creatura.
Giorgio Vasari, nelle sue Vite, inizia a descrivere l'affresco del Ghirlandaio definendo la scena come "una baruffa bellissima di femmine e di soldati e cavalli", analizzando poi in questi termini (da pittore che giudica un altro pittore) il particolare di quella che potremmo oggi chiamare la "madre coraggio":
Èvvi ancora un soldato che ha tolto per forza un putto, e mentre correndo con quello se lo stringe in sul petto per amazzarlo, se li vede appiccata a' capegli la madre di quello con grandissima rabbia; e facendoli fare arco della schiena, fa che si conosca in loro tre effetti bellissimi: uno è la morte del putto che si vede crepare, l'altro l'impietà del soldato che per sentirsi tirare sì stranamente mostra l'affetto del vendicarsi di esso putto, il terzo è che la madre, nel veder la morte del figliuolo, con furia e dolore e sdegno cerca che quel traditore non parta senza vendetta: cosa veramente più da filosofo mirabile di giudizio che da pittore.
Il pittore senese Matteo di Giovanni dipinse - assieme ad altre numerose varianti - la Strage degli innocenti oggi conservata al Museo nazionale di Capodimonte a Napoli. La tavola venne probabilmente commissionata da Alfonso d'Aragona, duca di Calabria, per ricordare la strage eseguita dai turchi ottomani ad Otranto nel luglio 1480. L'autore sceglie come ambientazione del massacro la sala delle udienze di un ricco palazzo rinascimentale, decorato da fregi che evocano battaglie di antichi eroi mitologici. Da un imponente trono marmoreo Erode, vestito come un ricco satrapo orientale, dà ordini ad un manipolo di soldati vestiti in differenti fogge perché eseguano prontamente il massacro. Colpisce, nella caotica e drammatica concitazione dei gesti che popolano la scena, l'immagine di un vecchio con la barba bianca - simbolo della saggezza calpestata - che, accanto al trono di Erode, guarda accorato ed impotente il tiranno mentre dirige la sua codarda impresa.
Un ancor più marcato intento "attualizzante" è quello che guida la rappresentazione della Strage nel quadro di Pieter Bruegel il Vecchio conservato al Kunsthistorisches Museum di Vienna. La scena si svolge nel paesaggio invernale di un villaggio fiammingo, con gli aguzzini che giungono a cavallo e, come in un saccheggio, perlustrano le case ad una ad una. Difficile pensare che l'artista non avesse in mente gli orrori commessi contro la popolazione inerme da quei soldati, al comando del Duca d'Alba, che la cattolicissima maestà spagnola di Filippo II aveva scatenato contro la nobiltà calvinista che reclamava l'autonomia dei Paesi Bassi. Qualcuno, anzi, ha creduto di riconoscere nel barbuto comandante che appare nel quadro alla guida di uno squadrone di cavalieri, fieri nelle loro armature, il ritratto del terribile Duca.

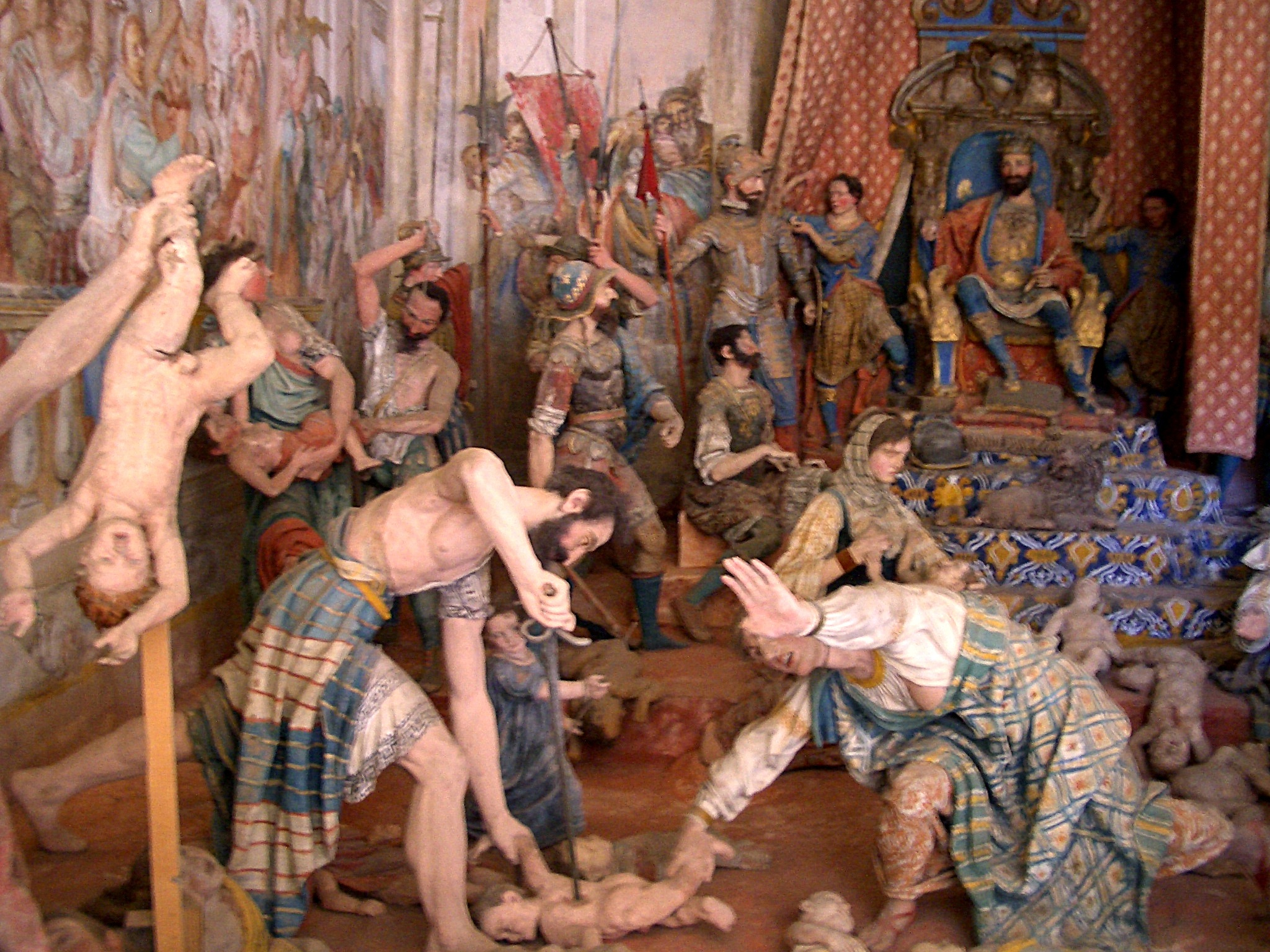
Giacomo Paracca, terracotta policroma, ca. 1587, Sacro Monte di Varallo, Cappella XI

Il pathos insostenibile dei bimbi strappati dalla culla o dai loro giochi innocenti per essere massacrati trova espressione anche in forme artistiche "dialettali" a volte affrettatamente definite arte "minore". È questo il caso delle statue in terracotta della XI cappella del Sacro Monte di Varallo realizzate nel 1588-89 da un poco noto "plasticatore": Giacomo Paracca di Valsolda detto "il Bargnola". Giovanni Testori ha dedicato a quest'opera un saggio di grande forza espressiva: La cappella della Strage. Basta leggere qualche brano per veder restituito al Paracca, oltre al suo indubbio talento di scultore, il sigillo di "artista maledetto":
Ma il coacervo di corpi, nel suo insieme da "teatro della crudeltà" [..] quel coacervo, dicevo, sembra giungerci da molto lontano, attraverso pesti, insanguinarsi nei lutti di guerre e invasioni, per passarci accanto e, ahinoi, preannunciarci chissà che stragi e orrori a venire.
Poi ancora:
[…] non possiamo negare come anche nel Paracca aggalli la rogna della perversità e del sadismo; anzi, per essere sinceri, in lui quella rogna più che aggallare si scatena e si fa orchestra...
Si avverte in talune crude rappresentazioni della Strage il rischio di un compiacimento per il macabro, per i particolari da macelleria. Se – come dice Testori - nella Cappella di Varallo si ode un "coro atroce da stalla", in talune raffigurazioni manieriste della Strage – come in quella di Callisto Piazza nel polittico della Basilica Cattedrale della Vergine Assunta di Lodi - si sente il suono stucchevole di un troppo lezioso madrigale. Difficile dire quale dei due sia più insostenibile; se il primo per essere troppo vero, o il secondo per esser troppo edulcorato. Su un altro e diverso versante, quello del "manierismo fiammingo" rappresentato da Cornelis van Haarlem, autore della tela al Rijksmuseum di Amsterdam, si odono invece le urla bestiali dell'orgia, con gli osceni corpi nudi dei carnefici messi in primo piano e la poco edificante scena della vendetta delle madri su un sicario caduto.

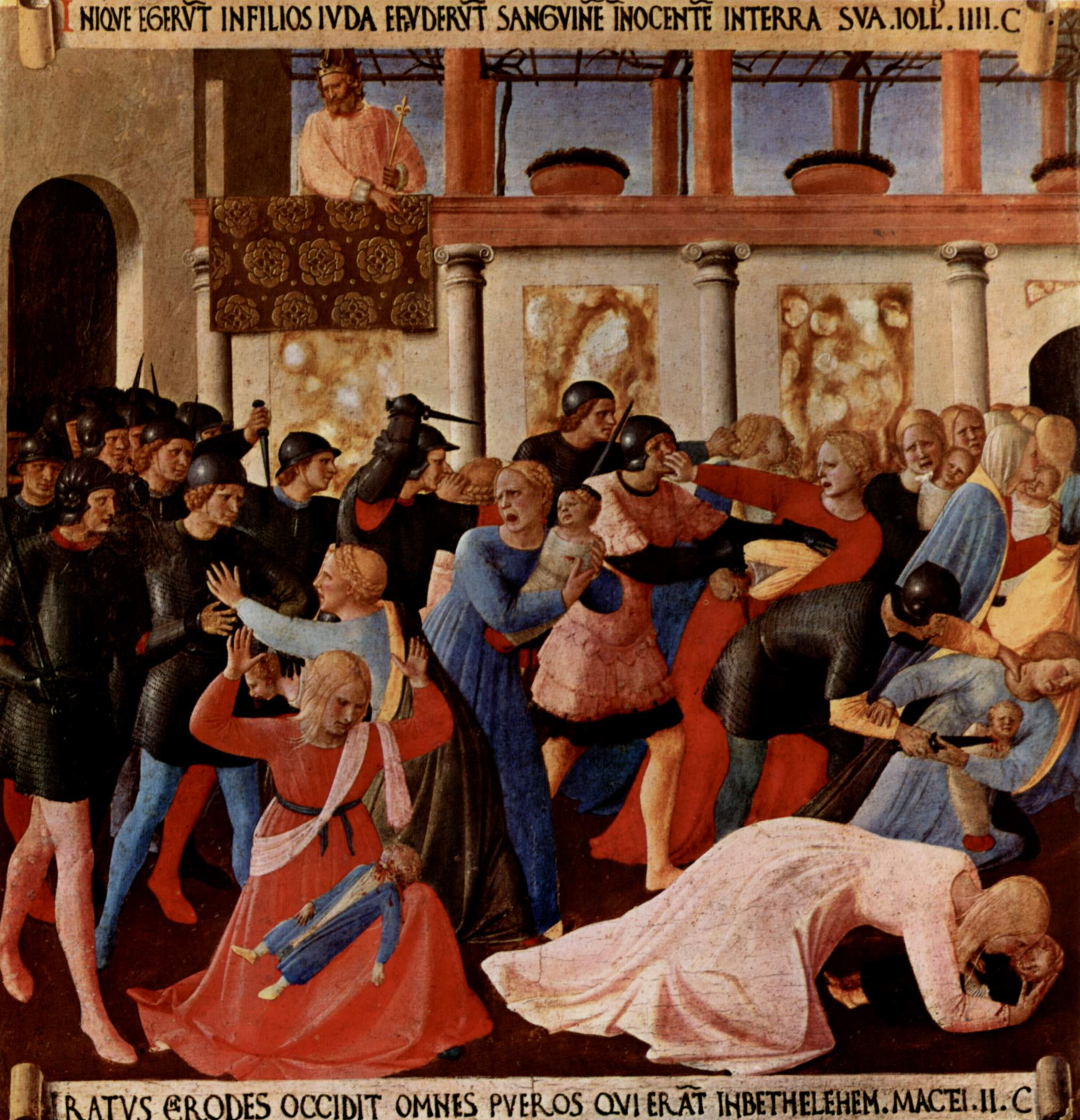
Beato Angelico, 1450, part. Armadio degli Argenti, Firenze, Museo di San Marco
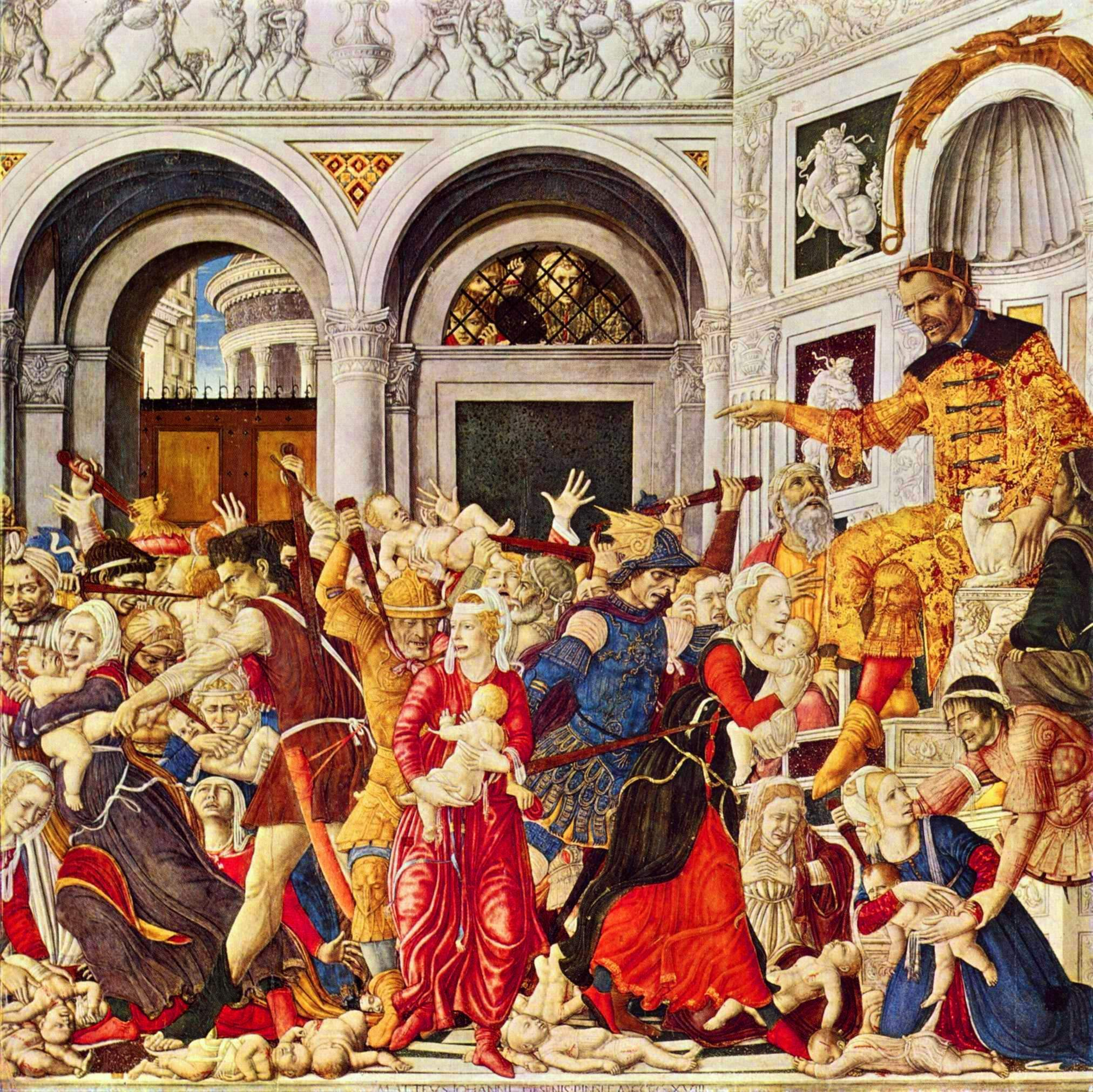
Matteo di Giovanni, 1488, Napoli, Galleria Nazionale di Capodimonte
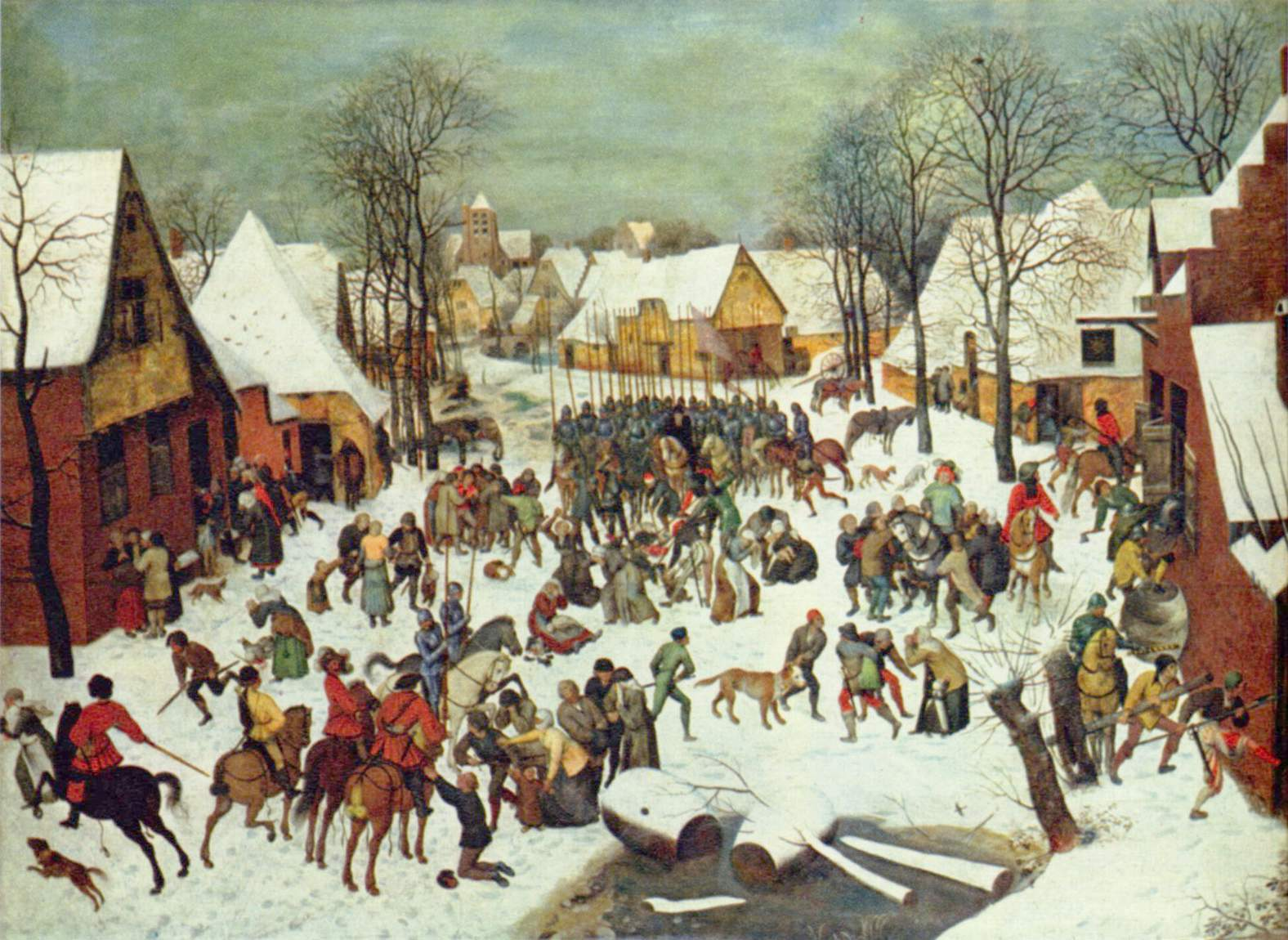
Pieter Bruegel il Vecchio,1565-66, olio su tavola, Vienna, Kunsthistorisches Museum
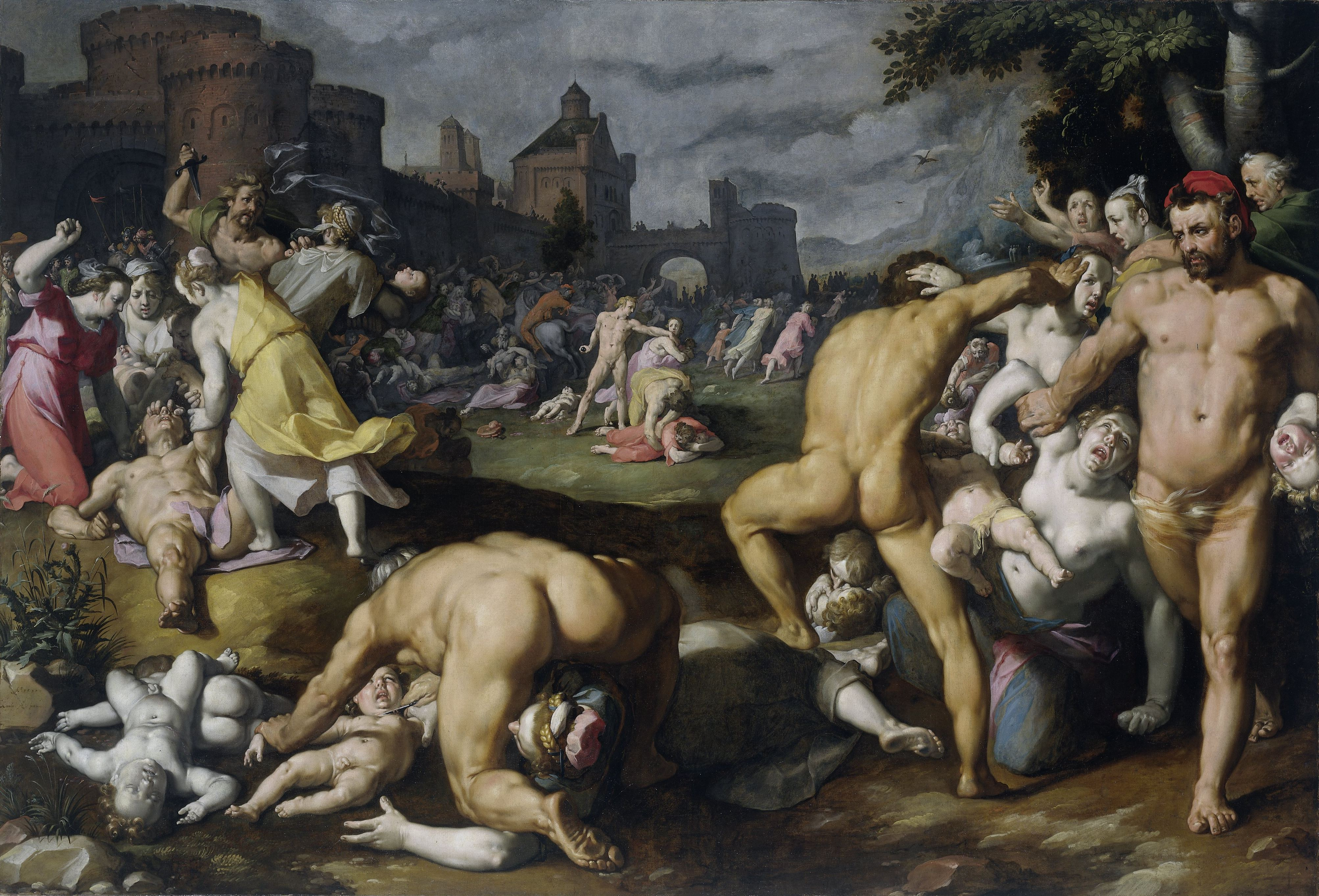
Cornelis Cornelisz Van Haarlem, Olio su tela, 1590, Rijksmuseum, Amsterdam

### Il Barocco

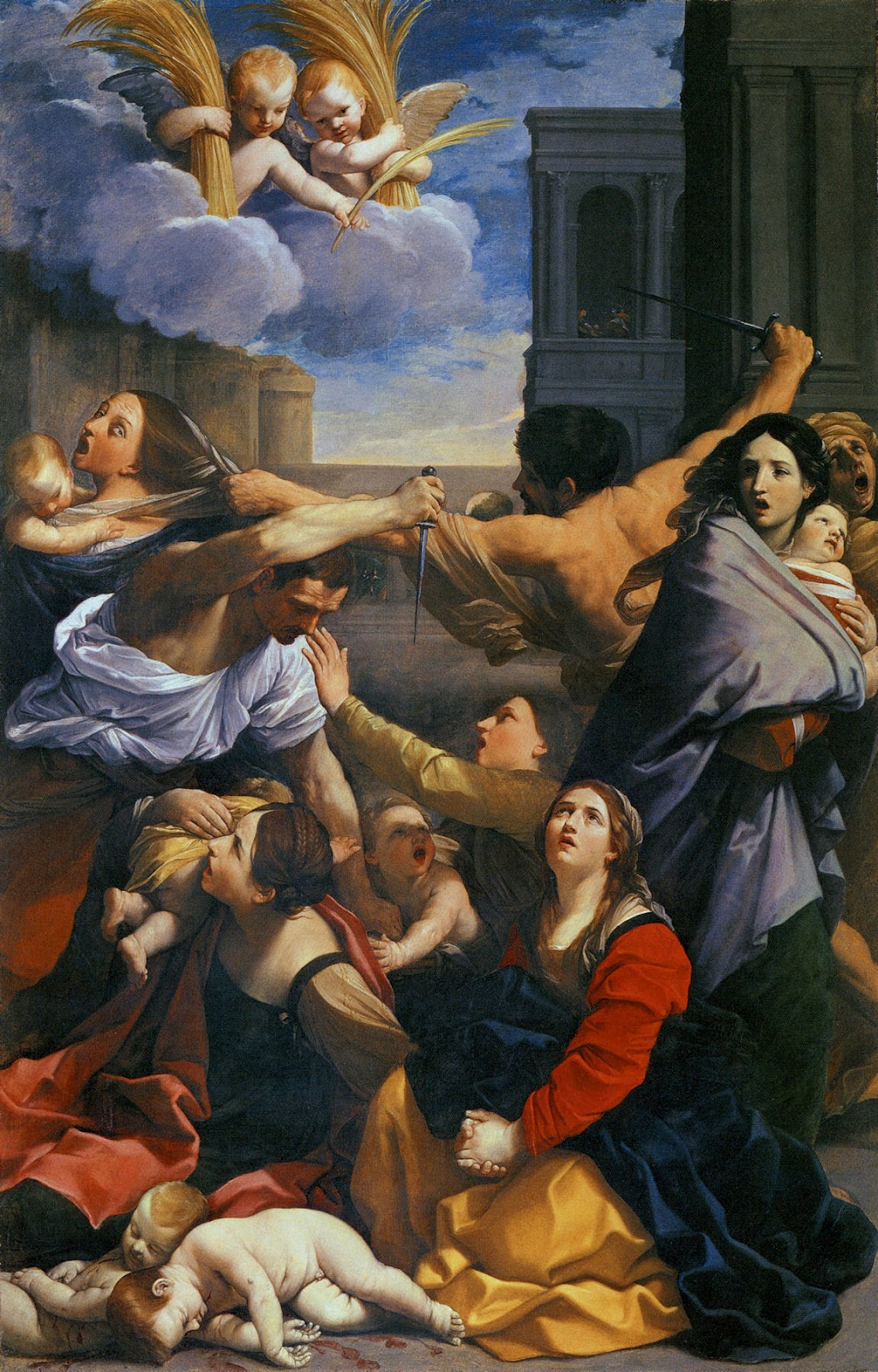
Guido Reni, 1611-1612, olio su tela, Bologna, Pinacoteca Nazionale

La raffigurazione della Strage pone dunque in evidenza l'esigenza di raccontare una tragedia senza indulgere in particolari ripugnanti, ma anche senza tradire la "verità" terribile dell'episodio.
Le prove pittoriche forse più riuscite dell'arte barocca si tengono lontane dall'epica del macabro. Rispetto alle opere rinascimentali, ove la scena era popolata da una miriade di personaggi, troviamo importanti rappresentanti del barocco che si concentrano sull'azione essenziale, cercando di cogliere il punto di maggior intensità emotiva.
Nicolas Poussin, che pure amava ambientare in paesaggi aperti i soggetti dei suoi quadri, dipinge una Strage in cui viene messo in scena solo ciò che è essenziale. Nella tela del Museo Condé a Chantilly la tragedia si consuma attraverso i gesti di un soldato che ha già alzato la sua spada per colpire e tiene brutalmente ferma la piccola preda schiacciandola con un piede; la madre cerca invano di fermarlo, urlando tutto il suo dolore. Alle loro spalle osserviamo l'inquietante e umanissima figura di una seconda madre che – perso il suo bimbo - sembra vagare in stato confusionale, con lo sguardo perso nel vuoto.
Il punto di più intensa drammaticità artistica è forse toccato da Guido Reni, nella tela della Strage conservata presso la Pinacoteca nazionale di Bologna. Anche in questo caso vi è una concentrazione estrema sull'essenza del dramma: il gesto rapido dei due sicari armati di stiletto e gli sguardi sconvolti delle madri sembrano fermare la scena su un angoscioso fotogramma. La tragedia sta tutta nei gesti e negli sguardi; non c'è bisogno di particolari raccapriccianti: anzi, i corpicini degli innocenti giacciono composti a terra, come caduti in sonno. I palazzi imponenti che cingono la scena richiamano la incombenza del potere che ha ordinato la strage; a poco valgono, per alleviare il dramma, le immagini celestiali degli angeli pronti ad offrire alle vittime la palma del martirio. Reni ci offre così un quadro pieno di movimento e di rara intensità drammatica, ove risaltano soprattutto le immagini di madri "strangosciate", nelle parole di Giovanni Testori.

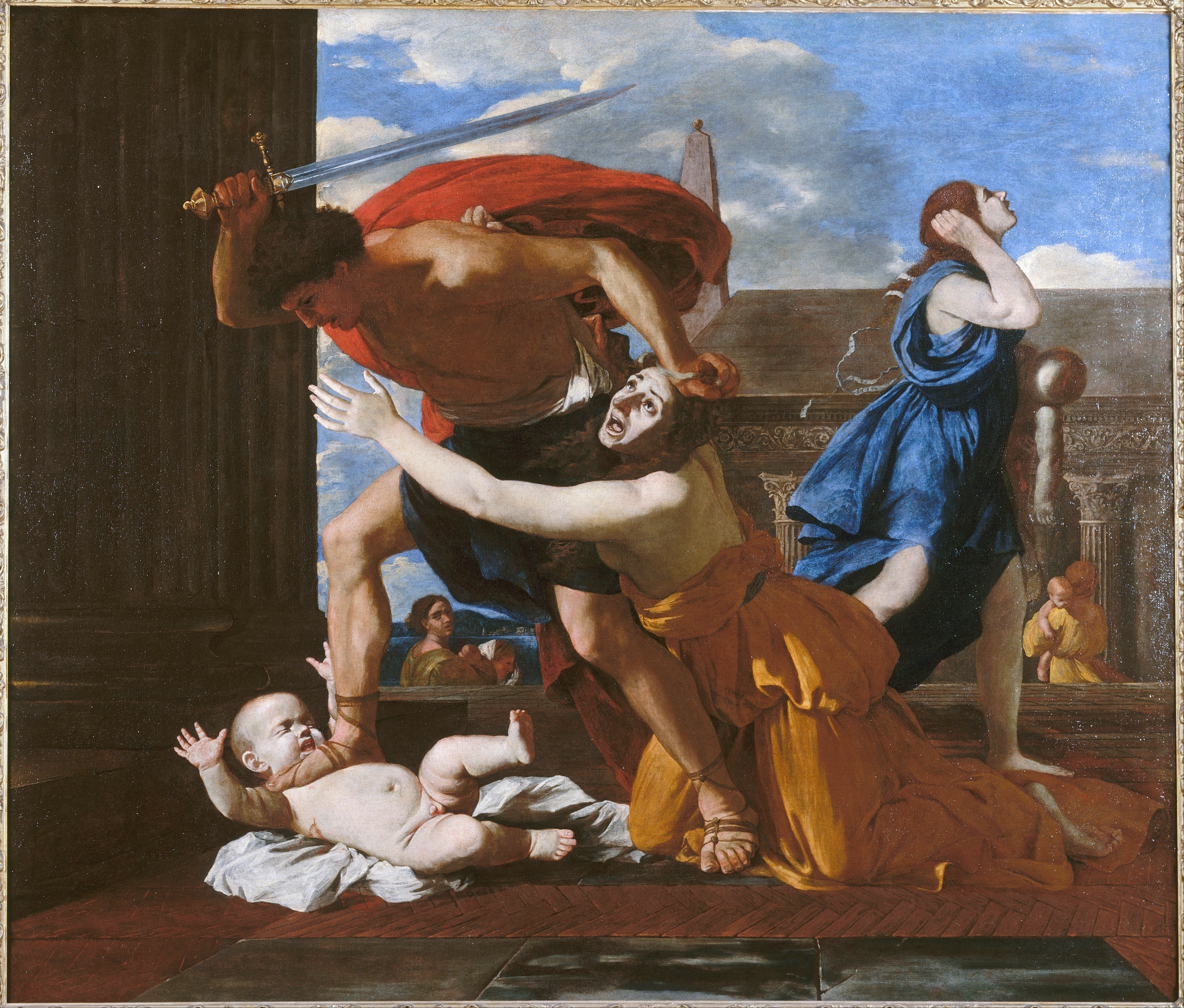
Nicolas Poussin, 1628-1629, olio su tela, Chatilly, Musée Condé
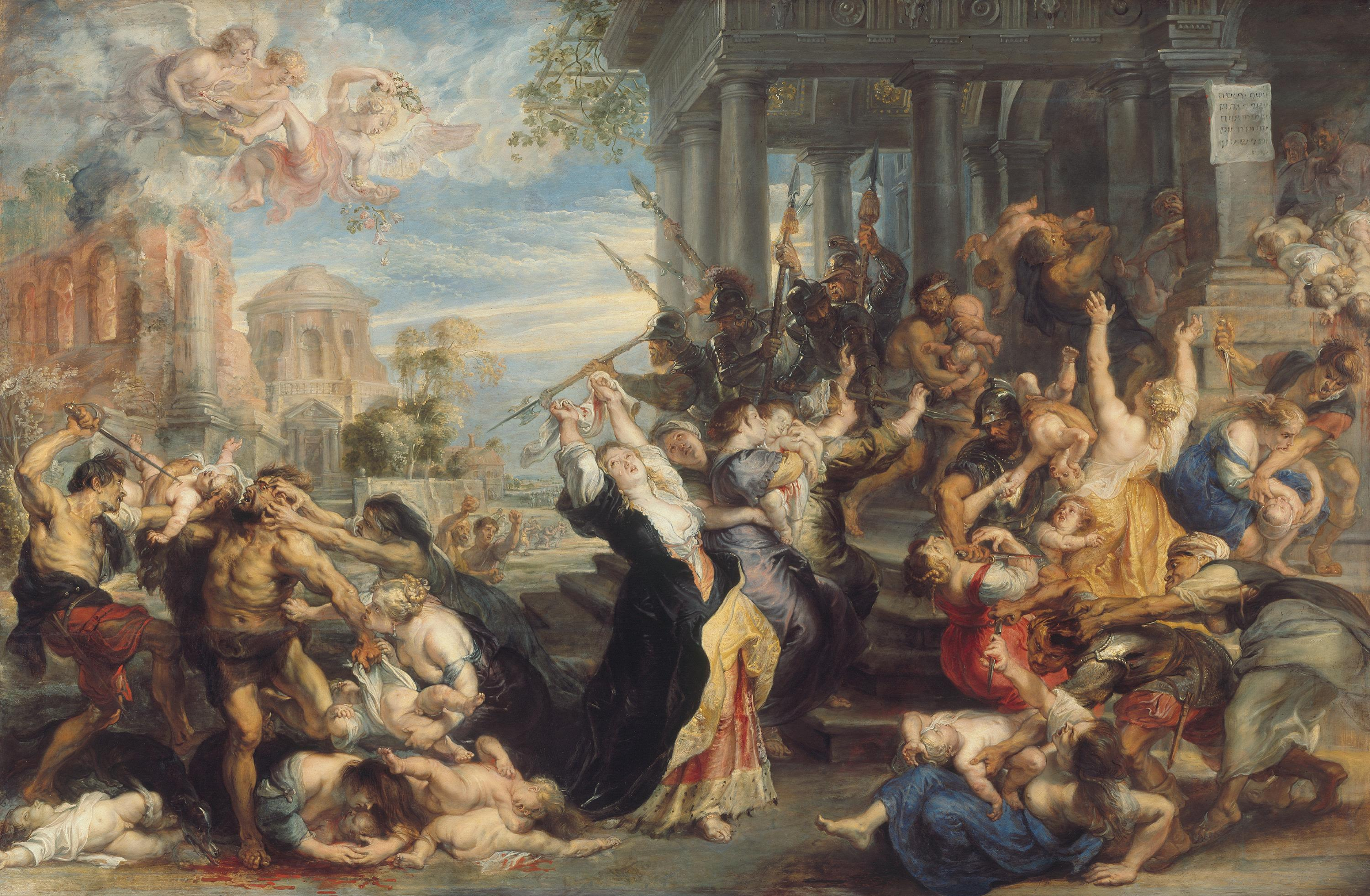
Peter Paul Rubens (seconda versione da lui realizzata), olio su tavola, 199 x 302 cm, c. 1637, Alte Pinakothek, Monaco di Baviera

### La letteratura
La letteratura può mirare a far breccia nell'animo del lettore con descrizioni a tinte forti: lo aveva fatto il poeta latino Prudenzio, lo rifà Giambattista Marino (1569-1625) nel suo poema epico La strage degli innocenti dedicato proprio all'episodio evangelico. Vi leggiamo versi di terribile e raccapricciante efficacia:
(Giambattista Marino, Strage degli innocenti, 1632, in Giovanbattista Marino, Dicerie Sacre e La Strage de gl'Innocenti A Cura di Giovanni Pozzi, Einaudi, 1960)
In ambito letterario, va sicuramente citato anche il testo poetico di Charles Péguy Il Mistero dei Santi Innocenti. In esso Péguy prende spunto dalla strage per esplorare il tema della santità dei bambini: egli legge il martirio dei piccoli di Betlemme come un segno di particolare predilezione di Gesù verso quelli che avrebbero potuto essere i suoi "compagni di scuola".
Nel romanzo di José Saramago Il vangelo secondo Gesù Cristo la strage degli innocenti ha un ruolo centrale.

### Riferimenti
1. ↑   Mt 2,1-16, su La Parola - La Sacra Bibbia in italiano in Internet.
2. ↑  Per esempio, Géza Vermes, The Nativity: History and Legend, London, Penguin, 2006, p. 22; E.P. Sanders, The Historical Figure of Jesus, Penguin, 1993, p. 85.
3. ↑  Cfr anche: Raymond E. Brown, The Birth of the Messiah, Doubleday, 1993, pp. 31-32, 36, 49, 111, 179, 191, 205, 216-217, 226-228, 598, 615-616, ISBN 0-385-47202-1; Rudolf Bultmann, Storia dei vangeli sinottici, EDB, 2016, p. 293, ISBN 978-88-10-55850-8; Bibbia di Gerusalemme, EDB, 2011, p. 2439, ISBN 978-88-10-82031-5; Bart Ehrman, Il Nuovo Testamento, Carocci Editore, 2015, pp. 154-155,ISBN 978-88-430-7821-9; Bart D. Ehrman, Jesus, Interrupted - Revealing the Hidden Contradictions in the Bible, Harper Collins Publishers, 2009, pp. 29-35, ISBN 978-0-06-186327-1.
4. ↑  Ricciotti, Vita di Gesù, par. 9; pp. 256-257. Si confronti anche la voce di wikipedia su Erode e le fonti ivi citate.
5. ↑  Si veda in proposito Joseph Ratzinger, L'infanzia di Gesù, Rizzoli 2012, p.126s
6. ↑  Rudolf Pesch, Die matthäischen Weihnachtsgeschichten: die Magier aus dem Osten, König Herodes und der bethlehemitsche Kindermord, Bonifatius, 2009, p. 72
7. ↑  Giuseppe Ricciotti, Vita di Gesù Cristo, p. 23
8. ↑   Chiesa e società - Festa degli Innocenti Martiri in India, su Radio Vaticana - Archivio, 28 dicembre 2011. URL consultato il 25 luglio 2019 (archiviato il 25 luglio 2019).
9. ↑   Santi Innocenti, su santiebeati.it. URL consultato il 10 maggio 2017.
10. ↑   Biblioteca statale del Monumento nazionale di S. Scolastica, Manoscritti, ms. 305, CCXCVIII, su Istituto Centrale per il Catalogo Unico. URL consultato il 25 luglio 2019 (archiviato il 25 luglio 2019). Ospitato su lato recto, lato verso.
11. ↑   Gaetano Masciullo, Breve storia dei colori liturgici, su radiospada.org, 8 marzo 2015. URL consultato il 27 febbraio 2022 (archiviato il 29 marzo 2017). Ospitato su scuolaecclesiamater.org.
12. ↑   Filippo Calcaterra, LETTERA Col è una parte della mia raccolta di pittura che va dal 1000 circa al rinasimento, su academia.edu. URL consultato il 25 luglio 2019 (archiviato dall'url originale il 3 agosto 2022). Ospitato su google.
13. ↑  Esempi: Santa Messa dei Santi innocenti martiri e Messa in suffragio delle vittime dell’eccidio nazista del 1944
14. ↑   Mt 2,1-16, su La Parola - La Sacra Bibbia in italiano in Internet.
15. ↑  Vangelo secondo Matteo,  Mt 2,1-16, su laparola.net.
16. ↑  Vangelo secondo Matteo,  Mt 2,17-18, su laparola.net.
17. ↑  Svetonio, Vite dei Cesari, Augusto, 94,1.
18. ↑   Giuseppe Ricciotti, Vita di Gesù Cristo, Roma, Rizzoli, 1941,  p. 257. URL consultato il 26 maggio 2021.
19. ↑   Joseph Ratzinger, L'infanzia di Gesù, Rizzoli, 21 novembre 2012,  p. 138, ISBN 978-88-586-3830-9. URL consultato il 26 maggio 2021.
20. ↑  (DE) Klaus Berger, Kommentar zum Neuen Testament, Gütersloher Verlagshaus, 2011,  p. 20, ISBN 978-3-579-08129-8. URL consultato il 26 maggio 2021.
21. ↑  (EN) Ray Summers e Jerry Vardaman, Chronos, Kairos, Christos II: Chronological, Nativity, and Religious Studies in Memory of Ray Summers, Mercer University Press, 1998,  p. 80, ISBN 978-0-86554-582-3. URL consultato il 26 maggio 2021.
22. ↑  (EN) Everett Ferguson, Backgrounds of Early Christianity, Wm. B. Eerdmans Publishing, 2003, ISBN 978-0-8028-2221-5. URL consultato il 26 maggio 2021.
23. ↑  (EN) R. T. France, The Gospel of Matthew, Wm. B. Eerdmans Publishing, 11 luglio 2007,  p. 83, ISBN 978-0-8028-2501-8. URL consultato il 26 maggio 2021.
24. 1 2  Raymond E. Brown, The Birth of the Messiah, Doubleday, 1993, p. 36, ISBN 0-385-47202-1.
25. ↑  Raymond E. Brown, The Birth of the Messiah, Doubleday, 1993, pp. 29, 36, 48, 107-119, 138, 154, 175, 193-196, 206-217, 227-228, 298, 543, 559-560, 586, 598-600, ISBN 0-385-47202-1.
26. ↑  John Dominic Crossan, Gesù una biografia rivoluzionaria, Ponte alle Grazie, 1994, pp. 40-46, 50-51, ISBN 88-7928-270-0.
27. ↑  Rudolf Bultmann, Storia dei vangeli sinottici, EDB, 2016, p. 293, ISBN 978-88-10-55850-8.
28. ↑  Raymond E. Brown, The Birth of the Messiah, Doubleday, 1993, pp. 36, 226, ISBN 0-385-47202-1.
29. ↑  Raymond E. Brown, The Birth of the Messiah, Doubleday, 1993, pp. 189, 497, ISBN 0-385-47202-1.
30. ↑   Mt2, su laparola.net..
31. ↑   Lc2,1-39, su laparola.net..
32. ↑  Descritti in Levitico ( Lv12,1-8, su laparola.net.).
33. ↑   Lc2,39, su laparola.net..
34. ↑   At5,37, su La Parola - La Sacra Bibbia in italiano in Internet.
35. ↑  Bart D. Ehrman, Gesù è davvero esistito? Un'inchiesta storica, Mondadori, 2013, p. 184, ISBN 978-88-04-63232-0.
36. ↑  Bibbia di Gerusalemme, EDB, 2011, note p. 2439, ISBN 978-88-10-82031-5.
37. ↑  (EN)  Bart D. Ehrman, Jesus, Interrupted - Revealing the Hidden Contradictions in the Bible, Harper Collins Publishers, 2009, pp. 29-35, ISBN 978-0-06-186327-1.
38. ↑  Bart Ehrman, Il Nuovo Testamento, Carocci Editore, 2015, pp. 154-155, ISBN 978-88-430-7821-9.
39. ↑  Il giorno in cui Gesù fu presentato al Tempio
40. ↑  D.J. Hayles, The Roman Census System, in Burried History, n. 9, 1973
41. ↑  Raymond E. Brown, La nascita del Messia secondo Matteo e Luca, Cittadella, 1981
42. ↑  Raymond E. Brown, The Birth of the Messiah, Doubleday, 1993, pp. 598, 228, ISBN 0-385-47202-1.
43. ↑  Raymond E. Brown, The Birth of the Messiah, Doubleday, 1993, pp. 31-32, ISBN 0-385-47202-1.
44. ↑  Raymond E. Brown, The Birth of the Messiah, Doubleday, 1993, pp. 179, 191, ISBN 0-385-47202-1.
45. ↑  Raymond E. Brown, The Birth of the Messiah, Doubleday, 1993, p. 615, ISBN 0-385-47202-1.
46. ↑  (EN) Robert H. Eisenman, James the Brother of Jesus: The Key to Unlocking the Secrets of Early Christianity and the Dead Sea Scrolls, Penguin, 1º marzo 1998,  p. 109, ISBN 978-1-101-12744-5. URL consultato il 26 maggio 2021.
47. ↑  Ortensio da Spinetoli, Introduzione ai Vangeli dell'infanzia, Il Pozzo di Giacobbe, 2018, p. 61
48. ↑  Giorgio Vasari, Vite, edizione Giuntina, pp. 486-87
49. ↑  Approfondimenti in MATTEO DI GIOVANNI: cronaca di una strage dipinta[collegamento interrotto]
50. ↑  Giovanni Testori, op. cit.
51. ↑  Charles Péguy, Le Mystère des Saints Innocents, 1912